# Храми Мелітополя
Храми в Мелітополі діють з 1816 року. До революції в місті було побудовано багато православних храмів та юдейських синагог, але всі вони були закриті в перші десятиліття радянської влади.
Зараз у місті діють 10 православних храмів і каплиць, православний монастиря святого Савви Освященного, а також кілька храмів, молитовних будинків і релігійних центрів інших релігій. Нині продовжується будівництво кількох храмів.

## Історія

### Храми дореволюційного Мелітополя

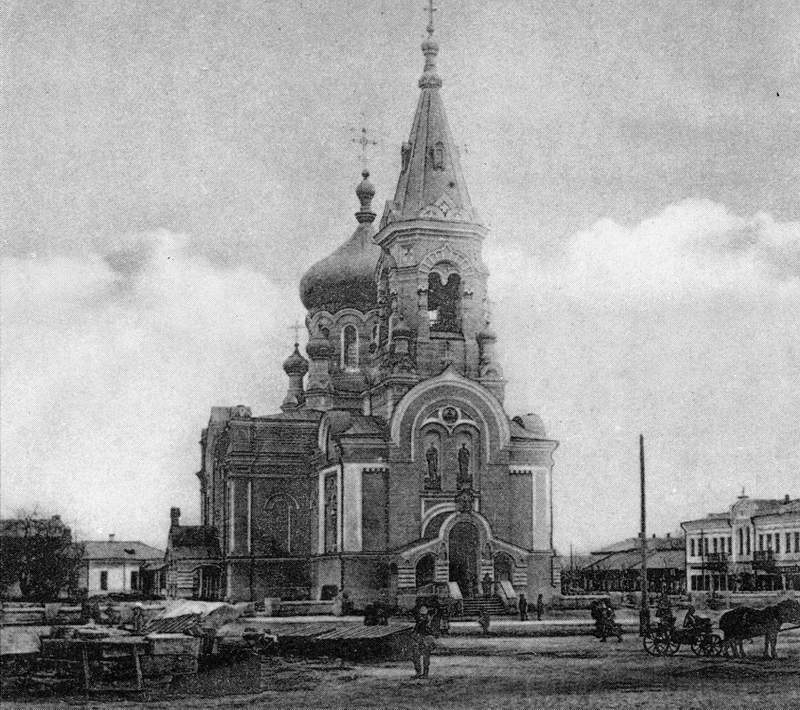
Олександро-Невський собор, побудований в 1899 році і зруйнований у середині 1930-х років

Перші православні храми в місті з'явилися ще коли Мелітополь був селом Новоолександрівка. У 1816 році в селищі відкрився дерев'яний молитовний будинок, освячений на честь святого Олександра Невського. У 1830 році була побудована кам'яна церква з дерев'яним куполом. У 1861 головний храм Мелітополя став собором і був освячений на честь Олександра Невського. У 1899 році було побудовано нову будівлю собору.
У дореволюційний період також діяла домова церква в будівлі училища. У 1875 році вона була освячена в ім'я святих Кирила і Мефодія. Прихід церкви складався з учнів і службовців в училища.
У 1883 році Будівельного відділення Таврійського губернського правління затвердило проєкт будівництва Вірмено-Григоріанської церкви (нині Олександро-Невський собор) на 200 чоловік «у дворі нині наявного в м Мелітополі вірменського молитовного будинку, на місці належить того будинку». У тому ж році цей проєкт був затверджений міністром внутрішніх справ.
У 1913 році в саду Салпацкого на Бульварної вулиці (нині — територія агробіологічного комплексу педуніверситету) було закладено подвір'я Інкерманського монастиря, а сам монастир планувалося побудувати на землі селян села Кізіяр «на високому кряжі по дорозі в Семенівка». У 1914 році будівельне відділення Таврійського губернського правління схвалив проєкт молитовного будинку в селищі Круча, названого на честь Московського митрополита Алексія. Корисна площа за проєктом становила 88,5 кв. м. Молитовний будинок був розрахований на 352 людини.
З другої половини XIX століття в Мелітополі проживала численна єврейська громада (20,3 % населення в 1910 році). У 1857 в місті відкрилася синагога, в 1862 — кам'яна синагога і кам'яна кенаса, в 1896 — талмуд-тора. У 1910 в Мелітополі діяло 20 синагог.

### Боротьба з релігією в перші десятиліття радянської влади
Олександро-Невський собор був зруйнований в середині 1930-х років. Тепер на його фундаменті побудований критий павільйон Центрального ринку.
Мелітопольська синагога була закрита у 1930 році. У її будівлі містився спортивний зал, а потім різні установи.

### Відродження храмів у рокиНімецько-радянської війнита закриття в повоєнні роки
Німецька окупаційна влада не заперечувала проти відкриття храмів у Мелітополі, і до кінця окупації у місті налічувалося 6 православних храмів. На початку 1960-х років з них залишився тільки Олександро-Невський собор, інші 5 були закриті.
| Назва                                 | Розташування     | Опис |
| ------------------------------------- | ---------------- | --- |
| Олексіївська церква                   | Круча            | Церква відкрилася під час німецької окупації у 1941 році. У 1958 році будівля церкви була визнана аварійною, громаді не було дозволено її ремонтувати, і церкву було закрито. Священиком у церкві служив протоієрей Феодосій Станкевич (пом. 1950), канонізований 13 жовтня 2012 року в числі священномучеників Запорізьких. |
| Миколаївська церква                   | Новий Мелітополь | Церква відкрилася у 1942 році і була закрита після війни. |
| Троїцька церква                       | вул. Ломоносова  | Церква відкрилася під час німецької окупації, 1941 року, в орендованому будинку. З 1960 року проводити богослужіння в будівлі було заборонено. Громада спробувала орендувати іншу будівлю, але мешканці сусідніх будинків виступили проти цього з колективною заявою, і громаду було розформовано.                           |
| Церква святого Андрія Критського      | Піщане           | Церква Андрія Критського діяла на Піщаному, принаймні з 1890-х років. 1941 року, під час німецької окупації, церква відкрилася знову, але після війни була закрита. |
| Цвинтарна Іоанно-Предтеченська церква | Піщане           | Церква відкрилася під час німецької окупації у 1941 році. У 1961 році громада церкви була приєднана до громади Олександро-Невського собору, а будівля церкви переобладнана для потреб міськкомунгоспу. |

## Сучасність

### Діючіправославніхрами та каплиці
| Назва                                                       | Адреса                               | Опис | Зображення |
| ----------------------------------------------------------- | ------------------------------------ | --- | ---------- |
| Собор святого благовірного князя Олександра Невського       | вул. Олександра Невського, 5         | Один із двох кафедральних соборів Запорізької та Мелітопольської єпархії. Був збудований у 1884 році як вірмено-григоріанський храм. Закритий після Жовтневої революції. 1941 року був відкритий як православний храм. У 2003—2004 роках капітально реконструйований.                                                           |            |
| Свято-Троїцький храм                                        | вул. Ломоносова, 176                 | Храм діє з 1997 року. У 2009 році на будівлі храму встановлено купол та хрест. |            |
| Свято-Успенський храм                                       | пров. Володимира Тимошенко, 2/1      | Храм був обладнаний у 2002 році у занедбаному приміщенні колишнього дитячого садка. |            |
| Храм преподобного Серафима Саровського                      | вул. Петра Дорошенка, 53/1           | Збудований у 2006—2009 роках. |            |
| Храм святих Кирила та Мефодія (Київський патріархат)        | вул. Олександра Невського            | Будівлю храму 1892 року споруди було капітально реконструйовано у 2004—2011 роках. |            |
| Храм святого праведного Іоанна Кронштадтського              | вул. Академіка Корольова, 133-В      | Збудований у 1998—2005 роках. У 2008—2009 роках збудовано дзвіницю. |            |
| Храм святої великомучениці Катерини                         | просп. Богдана Хмельницького, 83/2   | Збудований у 2008—2010 роках. |            |
| Храм святителя Сергія Мелітопольського                      | вул. Ломоносова, 176                 | |            |
| Каплиця в ім'я святителя Луки Кримського                    | просп. Богдана Хмельницького, 46/1   | При 1-й міськлікарні. |            |
| Храм Андрія Первозванного (Київський патріархат)            | вул. Михайла Оратовського, 273/1     | Храм був побудований на пожертви парафіян і відкритий у 2003 чи 2004 році. Внутрішні роботи та розпис тривали принаймні до 2007 року. |            |
| Храм святого Георгія Побідоносця                            | просп. 50-річчя Перемоги, 36         | Будівництво храму розпочалося у 2002 році. До 2006 року було закінчено будівництво нижнього ярусу, де розташувався храм Віри, Надії, Любові та матері їхньої Софії. Будівництво верхнього ярусу — власне храму Георгія Побідоносця — розпочалося у 2008 році і завершилося 8 червня 2012 року зведенням хреста на куполі храму. |            |
| Храм на честь ікони Божої Матері «Пом'якшення злих сердець» | вул. Олександра Невського, 81        | В Мелітопольській виховнії колонії для неповнолітніх злочинниць. | фото       |
| Церква Усікнення голови Іоанна Хрестителя                   | 1-й провулок Академіка Корольова, 2А | |            |
| Церква Петра та Павла                                       | вул. Молодіжна, 56                   | Будівля колишнього будинку побуту. |            |

### Храми православногомонастиря святого Савви Освященного
| Назва                                                          | Адреса                | Опис | Зображення |
| -------------------------------------------------------------- | --------------------- | --- | ---------- |
| Храм ікони Божої Матері «Поглянь на смиренність»               | вул. Монастирська, 45 | Трипрестольний храм. Збудований у 2002—2005 роках навколо старого храму, де під час будівництва тривали богослужіння. Центральний престол храму освячений на честь ікони Божої Матері «Призри на смиренність», північний — на честь Усікнення глави Іоанна Предтечі, південний — на честь святого Сави Освяченого. |            |
| Хрестильний храм на честь Введення в Храм Пресвятої Богородиці | вул. Монастирська, 45 | Освячений у 2007 році. |            |
| Навчальний храм                                                | вул. Монастирська, 45 | Відкритий у 2009 році. Два вівтарі храму освячено на честь страстотерпців Бориса і Гліба і святих Кирила і Мефодія . |            |

### Православніхрами, що будуються
| Назва                                    | Адреса                   | Опис | Зображення |
| ---------------------------------------- | ------------------------ | ---- | ---------- |
| Лікарняний Свято-Пантелеімонівський храм | вул. Кізіярська, 55/2    |      |            |
| Храм святої мучениці Тетяни              | вул. Університетська, 47 |      |            |

### Храми іншиххристиянськихконфесій
| Назва                                             | Конфесія                                 | Адреса                         | Опис | Зображення |
| ------------------------------------------------- | ---------------------------------------- | ------------------------------ | --- | ---------- |
| Костел Успіння Пресвятої Діви Марії               | Католицизм                               | просп. 50-річчя Перемоги, 31/1 | Католицький костел, що будується. Будівництво було розпочато у 2007 році та ведеться досі, в основному на гроші зарубіжних релігійних структур.                        |            |
| Каплиця Різдва Пресвятої Богородиці               | Грекокатоличеська церква                 | вул. Осипенко, 83              | |            |
| Церква «Благодать»                                | Євангельські християни                   | вул. Героїв України, 3         | Молитовний будинок на цьому місці було збудовано громадою євангельських християн у 1914 році. 1936 року будинок було відібрано, а 1991 року — знову повернуто громаді. |            |
| Християнська церква (у минулому «Нове покоління») |                                          | вул. Інтеркультурна, 2/2       | Будівлю зведено у 1998—2006 роках. |            |
| Християнська церква «Джерело Життя»               | Євангельські християни                   | вул. Ломоносова, 175           | |            |
| Християнська церква «Слово Життя»                 | Апостольська Християнська Церква України | вул. Сєдовців, 6               | 1990 року церква орендувала будівлю клубу «Будівельник». В даний час будівля клубу знаходиться у власності церкви.                                                     |            |
| Церква євангельських християн-баптистів           | Євангельські християни-баптисти          | вул. Лінійна, 176              | |            |
| Парафія Святих Кирила та Мефодія                  | Католицизм                               | вул. Інтеркультурна, 225       | |            |
| Молитовний будинок духовних християн молокан      | Духовне християнство молоканство         | вул. Монастирська, 77          | |            |

### Общини інших релігій
| Назва                                   | Релігія | Адреса                   | Опис | Зображення |
| --------------------------------------- | ------- | ------------------------ | --- | ---------- |
| Мелітопольський буддійський центр       | Буддизм | вул. Університетська, 42 | |            |
| Мечеть                                  | Іслам   | вул. Інтеркультурна, 2   | Будівництво ведеться із 2008 року. Комплекс має включати мечеть, омивальню, їдальню, навчальний корпус, каплицю та мінарети. |            |
| Мелітопольська міська єврейська громада | Юдаїзм  | вул. Інтеркультурна, 45  | На початку XX століття у будівлі розташовувалась синагога Мелітопольського єврейського товариства. 1930 року синагога була закрита, тут розміщувався спортивний зал, потім — різні установи, після війни — Мелітопольська філія Державного архіву Запорізької області та, нарешті, цех Мелітопольського верстатобудівного заводу. 1994 року будівлю було передано міській єврейській громаді. |            |